# Миссо
Ми́ссо (эст. Misso) — посёлок в волости Рыуге уезда Вырумаа, Эстония.
До административной реформы местных самоуправлений Эстонии 2017 года входил в состав одноимённой волости Миссо (упразднена) и был её административным центром.

## География и описание
Расположен юго-восточной части уезда, у шоссе Рига — Псков, в 300 км от Таллина и 50 км от уездного  центра — города Выру. Высота над уровнем моря — 192 метра.
Большая часть бывшего муниципалитета Миссо относилась к зоне отдыха Хаанья-Карула. Здесь находятся ландшафтные заповедники Хино и Кисеярве, заповедник Пуллиярве, природный заповедник Парму и частично ландшафтный заповедник Кирикумяэ.
Одним из самых живописных озёр в округе является озеро Хино, окружённое лесами, с его семью островами, которое также является удобным местом для рыбалки. Недалеко от озера Хино имеются захоронения, датируемые XIV веком.
Рядом с посёлком Миссо Центр управления государственными лесами построил пешеходную тропу вокруг озера Пулли, на юго-западном берегу озера проложена оздоровительная и природная тропа.
Климат умеренный. Официальный язык — эстонский. Почтовые индексы: 65001, 65046 (до востребования).

## Население
По данным переписи населения 2011 года, в Миссо проживали 205 человек, из них 193 (94,1 %) — эстонцы.
По данным переписи населения 2021 года, в посёлке насчитывалось 190 жителей, из них 164 (86,3 %) — эстонцы.
Численность населения посёлка Миссо по данным переписей населения:
| Год  | 1959 | 1970  | 1979  | 1989  | 2000  | 2011  | 2021  |
| ---- | ---- | ----- | ----- | ----- | ----- | ----- | ----- |
| Чел. | 122  | ↗ 220 | ↗ 326 | ↗ 368 | ↘ 205 | ↘ 193 | ↘ 190 |

## История
В конце XIX века на границе двух старинных деревень Пулли (эст. Pulli) и Леммятси (эст. Lemmätsi), на землях хутора № 10, образовался центр Миссоской волости (волости Миссо). Посёлок вокруг него начал разрастаться в середине XX века. На топографических картах 1930-х годов и 1952 года топоним Миссо в центре волости представлен как более важный, чем тот же самый топоним в его первоначальном местоположении на мызе Иллинген (нем. Illingen, Миссо, нем. Misso mõis, ныне деревня Миссокюля). В 1977 году, в период кампании по укрупнению сельских населённых пунктов, с посёлком Миссо были объединены деревня Леммятси  и основная часть деревни Пулли.

## Инфраструктура
В Миссо работает небольшой детский сад (7 детей в 2022 году). В сентябре 2022 года волость решила его закрыть из-за высоких цен на газовое отопление и невозможности обеспечить в нём квалифицированное воспитание и обучение, родители выступили против этого плана.
До осени 2021 года в посёлке работала школа, которая закрылась из-за крайней малого числа учеников, в частности, в 2000/2001 году в ней обучалось всего 3 человека. Построенное в 2008 году здание планируется превратить в общинный дом.
В посёлке работает дом по уходу, рассчитанный на 50 мест. Он предназначен для жителей волости, но, если места не заполняются, социальные квартиры сдаются в аренду.
Есть небольшой продуктовый магазин торговой сети «Coop».

## Достопримечательности
- Лютеранская церковь Миссо[19]
- Озеро Хино с семью островами — самое большое озеро на возвышенности Хаанья

## Известные уроженцы
- Кукк, Эрих Готтхардович — эстонский и советский эколог, фиколог; лауреат премии Академии наук Эстонской ССР (1982).

## Галерея

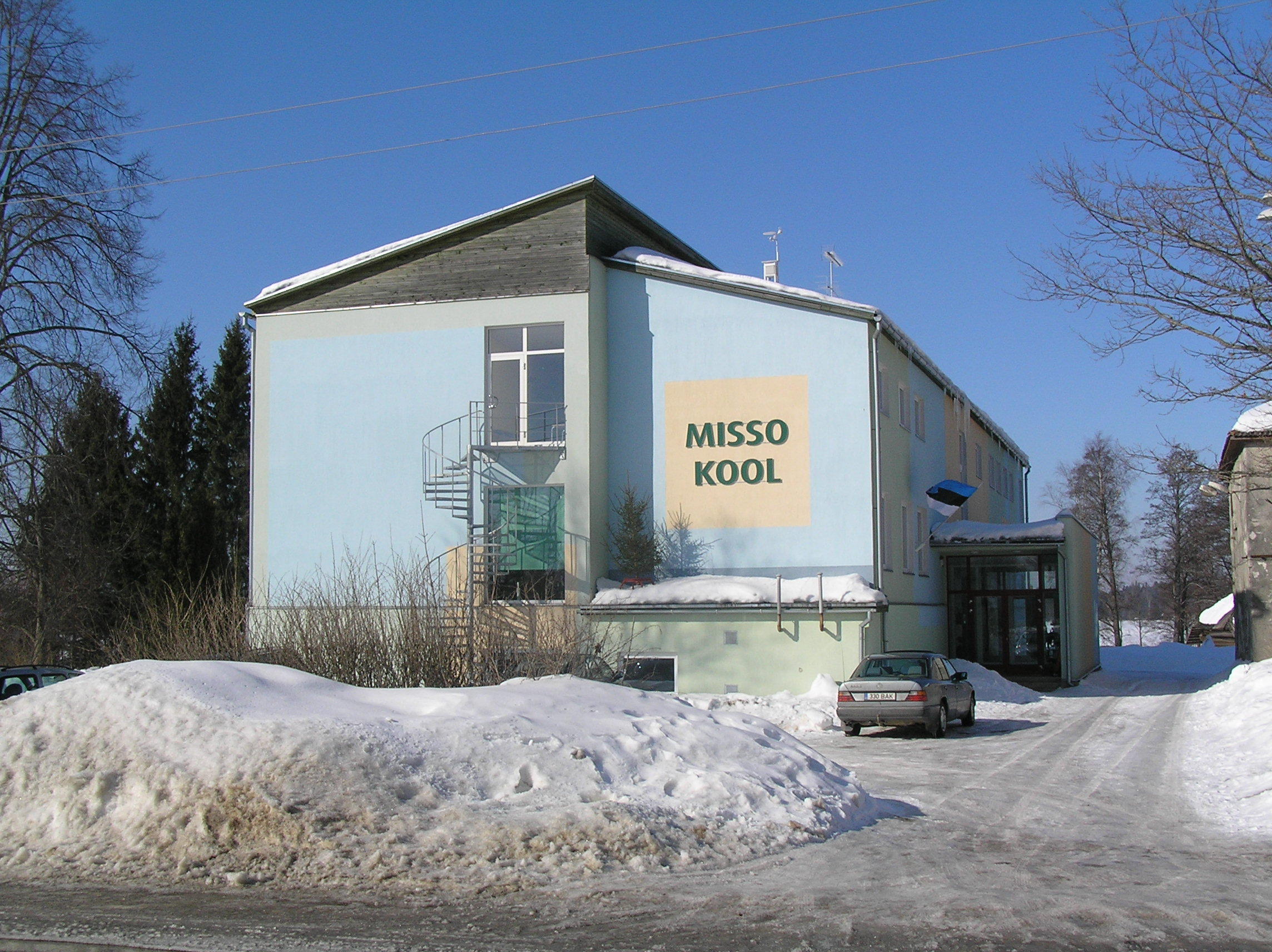
Здание школы Миссо
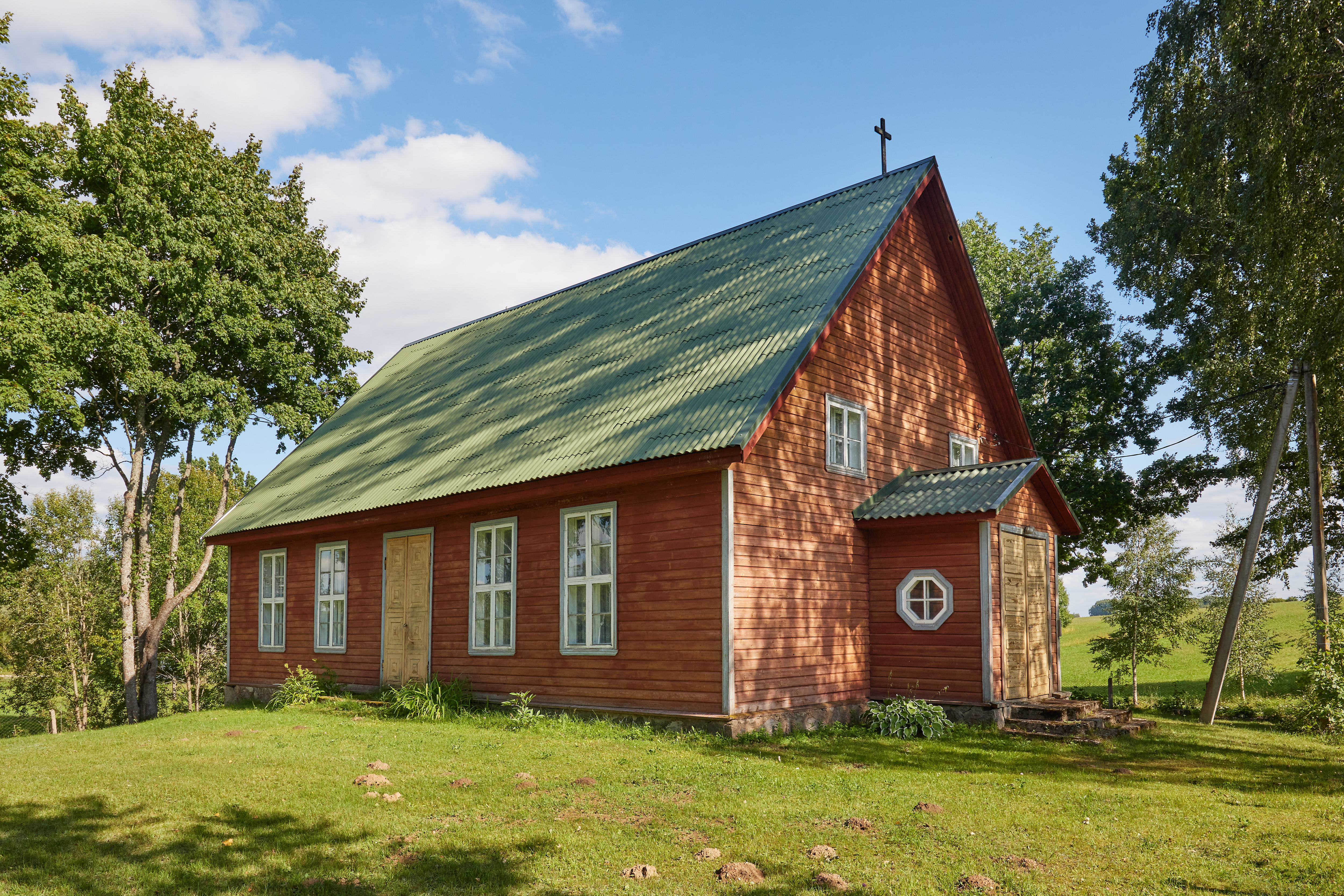
Лютеранская церковь Миссо в 2023 году
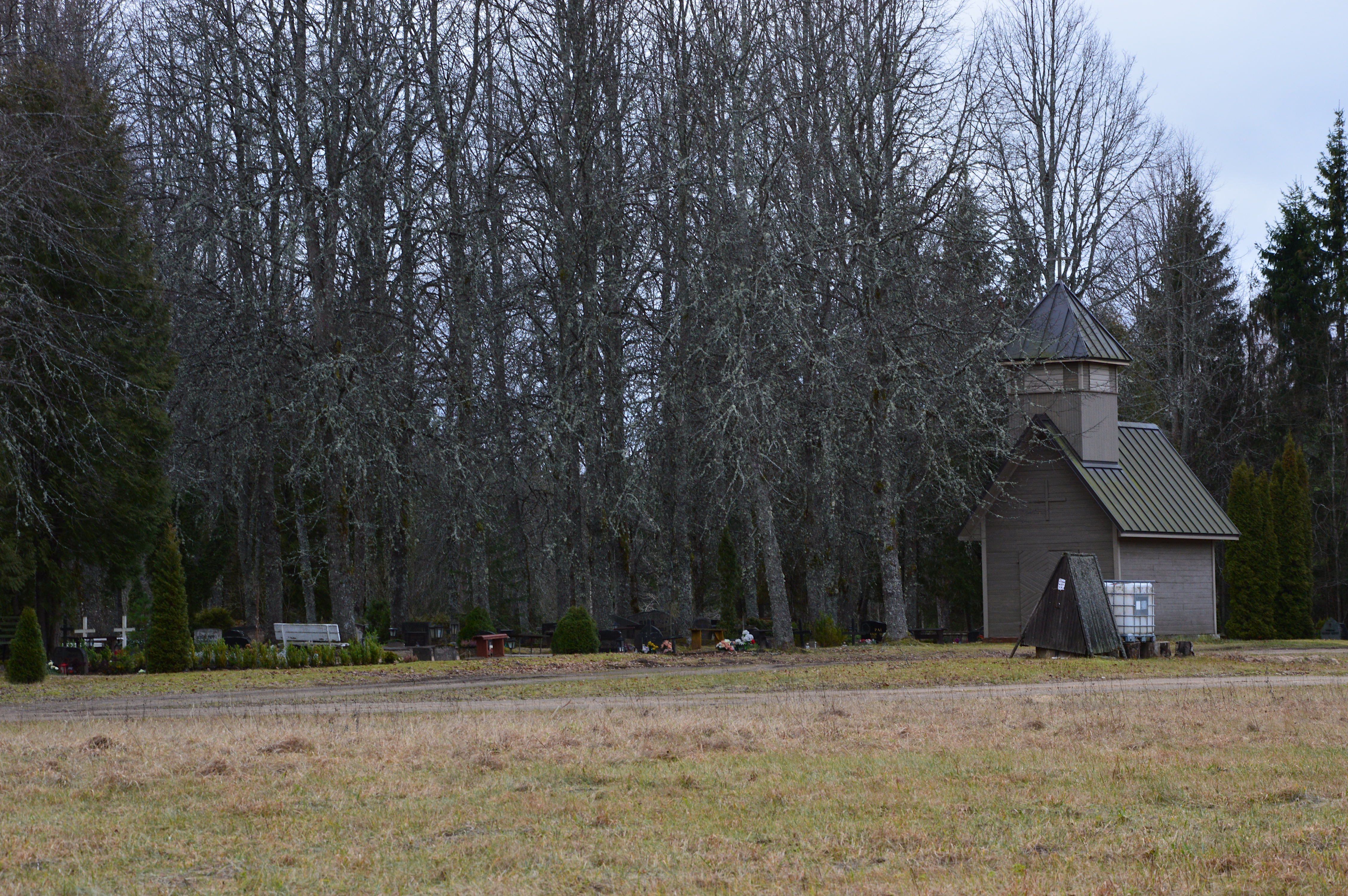
Кладбище Миссо и часовня
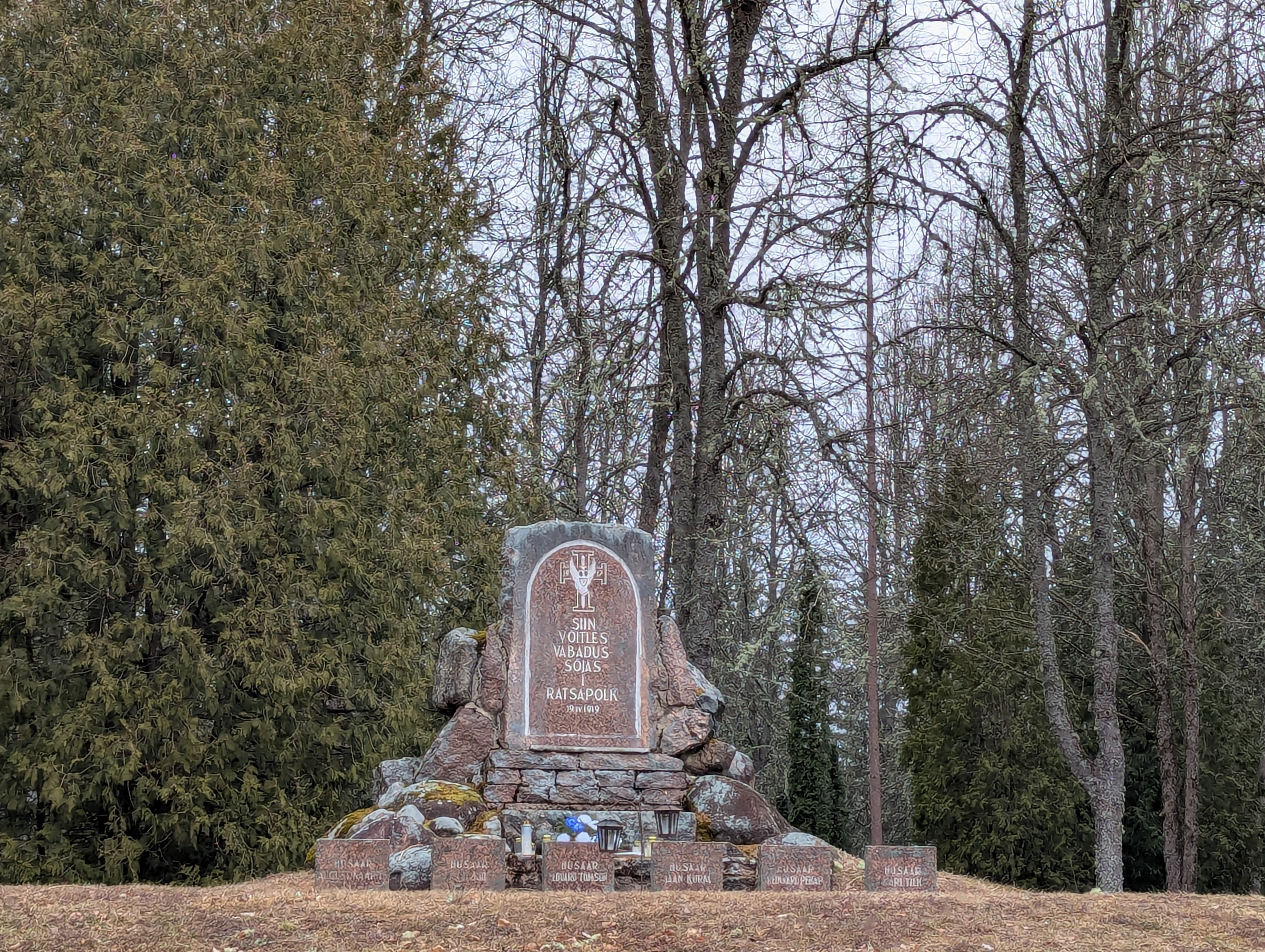
Мемориал Первой мировой войны
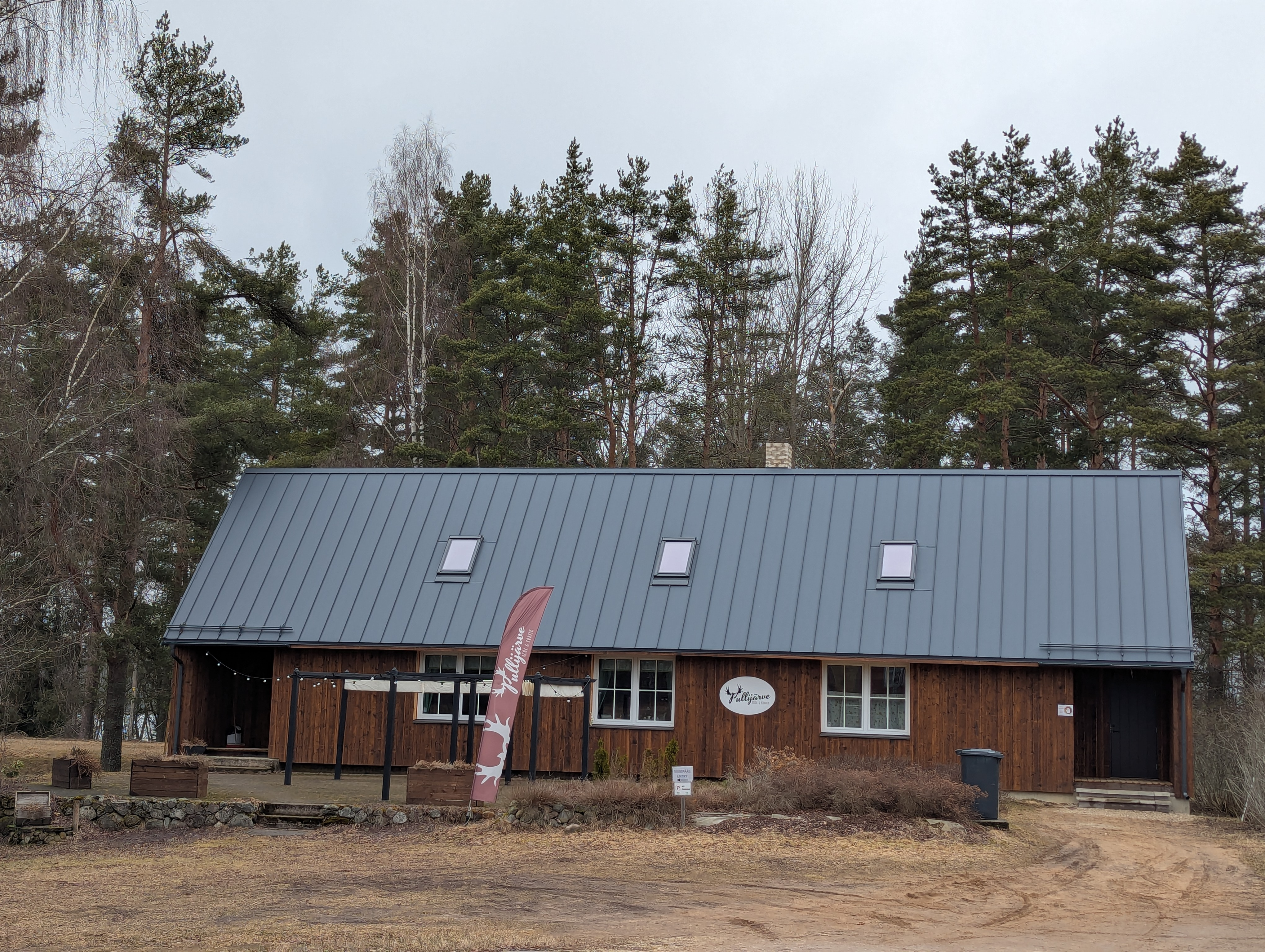
Ресторан «Пуллиярви»